# Paruromys dominator
Paruromys dominator  (Thomas, 1921) è l'unica specie del genere Paruromys (Ellerman, 1954), endemica dell'Isola di Sulawesi.

## Descrizione

### Dimensioni
Roditore di medie dimensioni, con lunghezza della testa e del corpo tra 178 e 275 mm, la lunghezza della coda tra 183 e 297 mm, la lunghezza del piede tra 40 e 59 mm, la lunghezza delle orecchie tra 23 e 32 mm e un peso fino a 440 g.

### Caratteristiche craniche e dentarie
Il cranio è grande, le ossa nasali sono molto lunghe e strette. Le creste sopra-orbitali non sono evidenti, considerato le dimensioni. Il palato è lungo, i fori incisivi sono brevi. La bolla timpanica è piccola.
Sono caratterizzati dalla seguente formula dentaria:

### Aspetto
Il corpo è grosso e tozzo. Il muso è allungato. La pelliccia è corta, densa e soffice. Il colore delle parti superiori è bruno-grigiastro, mentre le parti ventrali sono bianche, con la linea di demarcazione sui fianchi ben definita. Le orecchie e le zampe sono marrone scuro, mentre le dita sono più chiare. La coda è più lunga della testa e del corpo, è ricoperta di pochi peli sparsi, con i primi due quinti nerastri, mentre il resto è bianco-giallastro. Le scaglie della coda non si sovrappongono. Le femmine hanno un paio di mammelle post-ascellari e due paia inguinali. Il Cariotipo è 2n=38 FN=48.

## Biologia

### Comportamento
È una specie terricola. Un individuo è stato catturato in un nido di foglie sul terreno.

### Alimentazione
Si nutre prevalentemente di frutta.

### Riproduzione
Danno alla luce 2-5 piccoli alla volta.

## Distribuzione e habitat
Questa specie è endemica dell'Isola di Sulawesi.
Vive nelle foreste pluviali tropicali sempreverdi di pianura e di montagna.

## Tassonomia
Sono state riconosciute 3 sottospecie:
- P.d.dominator: Sulawesi settentrionale;
- P.d.camurus (Miller & Hollister, 1921): Sulawesi centrale;
- P.d.ursinus (Sody, 1941): Sulawesi meridionale.

## Conservazione
La IUCN Red List, considerato il vasto areale e la popolazione numerosa a tutte le quote, classifica P.dominator come specie a rischio minimo (Least Concern).